# 2-Bromresorcin
2-Bromresorcin ist eine aromatische chemische Verbindung, die zur Stoffgruppe der Phenole gehört. Es ist neben dem 4-Bromresorcin und dem 5-Bromresorcin eines der drei stellungsisomeren Monobromderivate des Resorcins (1,3-Dihydroxybenzol).

## Darstellung
2-Bromresorcin kann aus Resorcin über die Zwischenstufe 2,4,6-Tribromresorcin hergestellt werden, das bei der vollständigen Bromierung mit Brom in Chloroform entsteht.
Die Bromatome an den Positionen 4 und 6 werden dann durch Umsetzung mit Natriumsulfit und Natriumhydroxid in einem 5:1-Wasser/Methanol-Gemisch entfernt.
Die Synthese durch eine Sandmeyer-Reaktion aus 2-Aminoresorcin schlägt fehl, da die Diazotierung von 2-Aminoresorcin 4-Nitroso-2-diazoresorcin ergibt.
Historisch wurde 2-Bromresorcin mehrstufig ausgehend von 2,4-Dihydroxybenzoesäure hergestellt. Diese wurde zunächst zur 5-Nitro-2,4-dihydroxybenzoesäure nitriert und sodann mit elementarem Brom in Eisessig zur 3-Brom-5-nitro-2,4-dihydroxybenzoesäure umgesetzt. Reduktion dieser Säure mit Zinn(II)-chlorid und Salzsäure führt zur entsprechenden Aminoverbindung. Diese wird mit Natriumnitrit und Salzsäure diazotiert und anschließend durch Verkochen des entstandenen Diazoniumsalzes zu 3-Brom-2,4-dihydroxybenzoesäure umgesetzt. Decarboxylierung dieser Säure führt schließlich zu 2-Bromresorcin.

## Reaktionen
Die Einführung einer Acetylgruppe liefert 1-(3-Brom-2,4-dihydroxyphenyl)-ethanon (CAS-Nummer: 60990-39-8) und kann durch eine Nencki-Reaktion mit Zinkchlorid durchgeführt werden.
2-Bromresorcin ist ein Synthesebaustein zur Darstellung substituierter Cumarine, – z. B. entsteht in einer Kondensationsreaktion mit Ethyl-benzoylacetat 8-Brom-7-hydroxy-4-phenylcumarin.